# El ánima de Sayula
«El ánima de Sayula» es un poema picaresco escrito por el poeta y abogado michoacano Teófilo Pedroza, en 1871. Además, existe una película de origen mexicano creada en el año 1982 con el mismo nombre "El ánima de Sayula", que fue dirigida por Javier Durán y Román Hernández, y que contó con actores como Antonio Aguilar y Víctor Alcocer entre otros.  
La obra fue escrita en similar estilo al de las tradicionales Calaveras Literarias, poemas humorísticos que se escriben en fechas previas a la celebración del Día de Muertos, en México, a manera de epitafios burlescos que retratan a las personas protagonistas de estos como si estuvieran muertas.
Por aquellos entonces, Teófilo Pedroza ejercía su profesión en el poblado de Zapotlán el Grande, Jalisco. Era famoso porque cada año componía, imprimía y vendía calaveras literarias mofándose de los personajes de renombre de ese y otros poblados y ciudades cercanas.
El "ánima" fue inspirado en una broma que urdieron el autor, un peluquero de nombre José Arreola y Blasito, el boticario del pueblo, cuya víctima fue Apolonio Aguilar, un ropavejero de Sayula. Apolonio fue convencido por los cómplices de la broma a acudir de noche al panteón de la localidad, donde sería asustado por un cómplice más –que haría de ánima en pena–. La broma terminó diferente a como terminarían los versos de Pedroza, ya que quien asustaría a Apolonio terminó huyendo asustado por el machete que blandía y este ni se inmutó.
Una vez terminados los versos, Pedroza no contaba con recursos suficientes para imprimirlos, por lo que recurrió a un amigo suyo que tenía una imprenta y le hizo unos cuadernillos en cuya portada aparecía un fantasma cargando dos sacos de dinero.
El escritor Renato Leduc opinó lo siguiente acerca de la obra: ”No hay rincón en nuestro país donde varias o muchas personas no lo conozcan y que, aunque sea fragmentariamente, lo reciten de memoria, aun cuando sean analfabetas o no hayan tenido en sus manos una edición de él… Naturalmente que, por su acendrado sabor popular –y aquí entra de soslayo la relatividad– en ninguna antología de la poesía mexicana, ni en ninguna historia de la poesía del país, se han dignado a incluirla los exquisitos y melindrosos fabricantes de ella. Tampoco se encuentra algún libro de ese pintoresco autor –¡sería mengua!– en ninguna biblioteca pública”.